# Elusa
Koordinaten: 31° 6′ N, 34° 39′ O
Elusa (griechisch Χελλοὺς Chellous oder Ελουϲα Elusa in byzantinischer Zeit; hebräisch חֲלוּצָה Chalūzah; arabisch الخلوص al-Ḫalūṣ in frühmuslimischer Zeit, später الخلصة al-Ḫalaṣa) war eine antike Stadt im Negev 19 Kilometer nordwestlich von Maschʾabbei Sadeh, Ramat haNegev.
Die Stadt wird zum ersten Mal bei Claudius Ptolemäus erwähnt, erscheint auf der Tabula Peutingeriana und in den Briefen des Libanios. Elusa wurde etwa im 3. Jahrhundert v. Chr. von den Nabatäern gegründet und entwickelte sich zu einer wichtigen Stadt auf der Karawanenroute von Petra nach Gaza durch den Negev.
In der römischen Kaiserzeit und der Spätantike wuchs die Stadt zum urbanen Zentrum der Region und umfasste schließlich etwa 45 Hektar. Klimatisch war die Region vom 3. bis 6. Jahrhundert durch eine Feuchteperiode begünstigt, in der sich Weinbau in großem Umfang etablierte. Bischöfe von Elusa nahmen an den Konzilen von Ephesos und Chalkedon teil; auf das Bistum geht das Titularbistum Elusa der römisch-katholischen Kirche zurück.
In byzantinischer Zeit und zu Beginn der islamischen Herrschaft war Elusa Hauptstadt des zentralen Negev. Wohl im 8. Jahrhundert wurde die Stadt aufgegeben.
Im 20. Jahrhundert wurde die beduinische Siedlung al-Khalaṣa auf der Ruinenstätte gegründet, die bis 1948 bestand.

## Forschung
Die Stadt wurde 1838 von E. Robinson identifiziert und war seitdem immer wieder von Altertumswissenschaftlern aufgesucht worden. 1914 zeichnen und publizieren C. L. Woolley und T. E. Lawrence den ersten Plan der Stadt. Erst ab 1973 gab es größere Ausgrabungen unter A. Negev, die in mehreren Kampagnen bis 1990 durchgeführt werden und das Theater und die Kathedrale der Stadt freilegen.
In den Jahren 2015–2023 führte das Archäologische Institut der Universität zu Köln in Zusammenarbeit mit der israelischen Antikenbehörde jährliche Forschungskampagnen durch. Eingesetzt wurden geophysikalische Untersuchungen, Luftbildaufnahmen, Oberflächen-Surveys und gezielte Ausgrabungen. Auf diese Weise konnte das Straßennetz und die Bebauungsstruktur der Stadt aufgedeckt werden. Bei den Grabungen wurden zahlreiche Begehungshorizonte erfasst, wobei eine sorgfältige Pflasterung der Straßen im spätantiken Stratum als Beleg für den Wohlstand der Stadt in dieser Zeit angesehen wird. Unterhalb der Straßen befand sich ein sehr groß dimensioniertes Abwassersystem, das Rückschlüsse auf die damalige Niederschlagsmenge zulässt.